# Phil Willis
George Philip "Phil" Willis, född 30 november 1941 i Burnley, Lancashire, är en brittisk liberaldemokratisk politiker. Han var parlamentsledamot för valkretsen Harrogate and Knaresborough från valet 1997 till 2010.